# Liste der Wappen in der Provinz Pistoia
Die Liste der Wappen in der Provinz Pistoia beinhaltet alle in der Wikipedia gelisteten Wappen der Orte in der Provinz Pistoia in der Region Toskana in Italien. In dieser Liste werden die Wappen mit dem Gemeindelink angezeigt. 

## Wappen der Provinz Pistoia

Provinz Pistoia
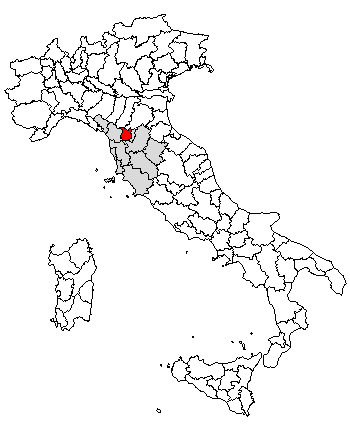
Lage der Provinz in Italien

## Wappen der Gemeinden der Provinz Pistoia

Abetone Cutigliano
Agliana
Buggiano
Chiesina Uzzanese
Lamporecchio
Larciano
Marliana
Massa e Cozzile
Monsummano Terme
Montale
Montecatini Terme
Pescia
Pieve a Nievole
Pistoia
Ponte Buggianese
Quarrata
Sambuca Pistoiese
San Marcello Piteglio
Serravalle Pistoiese
Uzzano

## Wappen ehemaliger Gemeinden

Abetone
Cutigliano
Piteglio
San Marcello Pistoiese